# Pierre Béghin
Pour les personnes ayant le même patronyme, voir Béghin.
 (avril 2018).
Pierre Béghin (6 avril 1951, Rotterdam - 11 octobre 1992, Annapurna) est un alpiniste français.

## Biographie
Pierre Béghin est le petit-fils de l'ingénieur Henri Béghin. Il passe son enfance en région parisienne, à Meudon.
Il entre en classe préparatoire au lycée Louis-le-Grand à Paris en 1968. Il rencontre Xavier Fargeas et Thierry Leroy en 1971 alors qu'il est encore en maths spé. C'est avec eux qu'il effectuera la plupart de ses réalisations alpines.
Souhaitant se rapprocher de la montagne, il réussit le concours de l'École nationale supérieure des mines de Saint-Étienne en 1974 et s'inscrit dès la rentrée au Club alpin français de Saint-Étienne où il rencontre Roger Remond, lui aussi futur compagnon de cordée.
Ingénieur à Grenoble, docteur en mécanique des fluides et grand spécialiste de la modélisation des avalanches, il a à son actif cinq 8 000.
Il disparaît le 11 octobre 1992 au cours d'une descente de la face Sud de l'Annapurna I lors d'une tentative d'ouverture d'une voie nouvelle avec Jean-Christophe Lafaille. Vers 7 500 mètres, Pierre et Jean-Christophe sont à 600 m du sommet quand la météo les contraint à faire demi-tour. Lors de leur descente en rappel d'un mur, en pleine tempête, Pierre pose un rappel sur un coinceur mécanique, le vérifie, démarre, mais le point d'ancrage lâche. Lafaille mettra cinq jours à redescendre seul avec un bras cassé.
Le lycée de Moirans, dans l'Isère, qui a ouvert ses portes en 1996, porte le nom de Pierre Béghin, ainsi que le site d'escalade sportive du bois des Vouillants à Fontaine.

## Ascensions dans les Alpes
- 1972 : cinquième ascension en solitaire de l'éperon Walker des Grandes Jorasses le 12 août.
- 1973 : première hivernale du pilier est du pic de Bure avec R. Reymond, Olivier Challéat et Patrick Larriat[5].
- 1975 : première hivernale du pilier nord-ouest de l'Ailefroide avec Pierre Caubet, Olivier Challéat et Pierre Guillet, du 19 au 23 février (voie Devies-Gervasutti).
- 1976 : première hivernale en solitaire du pic Sans Nom, en face nord (voie Russenberger).
- 1977 : première hivernale et deuxième ascension de la pointe Whymper par la voie Bonatti-Vaucher avec Xavier Fargeas.

## Palmarès en Himalaya
Pierre Béghin est un des plus talentueux himalayistes français.
- 1981 : première ascension du Manaslu (8 163 m), par la face ouest, en duo avec Bernard Muller[6].
- 1983 : première en solitaire du Kanchenjunga (8 586 m), troisième homme à réaliser un plus de 8 000 en solitaire[7].
- 1984 : première de l’éperon Sud du Dhaulagiri (8 167 m) avec Jean-Noël Roche.
- 1987 : face Nord du Jannu (7 710 m) avec Érik Decamp.
- 1989 : face Sud directe du Makalu (8 463 m) en solo. Après un bivouac à 8 050 m, il essuiera deux avalanches lors de la descente.
- 1991 : première de l’arête Nord-Ouest du K2 (8 611 m) et première ascension en duo et sans assistance avec Christophe Profit.

## Spécialiste des avalanches
Pierre Béghin était également ingénieur au Cemagref, où il étudiait les avalanches. Ses études consistaient à reproduire scientifiquement sur maquette les avalanches qui affectaient telle ou telle zone de montagne.
À sa mort, il venait juste de terminer un travail sur l’influence des facteurs de sédimentation sur la dynamique des courants de gravité.

## Distinctions
- Chevalier de l'ordre national du Mérite
- Médaille de la jeunesse, des sports et de l'engagement associatif, or

## Œuvres bibliographiques
- Les Cinq Trésors de la grande neige  (préf. Haroun Tazieff), Arthaud, 1985, 192 p. (ISBN 978-2700304893)
- Passion d'Himalayas, Glénat, 1988, 101 p. (ISBN 978-2723409711)
- Hautes altitudes, voyages dans l'oxygène rare, Didier & Richard, 1991
- Manaslu 81 et Jannu 1982 (avec Gérard Bretin), Le Sappey-en-Chartreuse, Manuscript, 1983
- Alpinismes (avec Bernard Amy et Pierre Faivre), Arthaud, 1988